# 돈키호테 패밀리
돈키호테 패밀리(ドンキホーテ海賊団, Donquixote Pirates)는 만화 《원피스》에 나오는 前 왕하 칠무해 돈키호테 도플라밍고가 이끄는 해적단이다. 여러 산하 해적단을 거느리고 있으며, 시저 클라운 일당도 도플라밍고 휘하에 있다. 신세계의 섬 드레스로자에 본거지를 두고 있다. 돈키호테 패밀리의 멤버들은 도플라밍고를 '영 보스'라고 부른다. 도플라밍고 바로 아래에는 다이아몬드(◇), 클로버(♧), 스페이드(♤), 하트(♡)의 4개의 간부 지위가 있는데, 하트의 자리는 로시난테의 사망 이후 비어있는 상태이다. 도플라밍고를 제외한 간부들은 모두 암호명을 사용한다. 이후 돈키호테 페밀리는 몽키 D. 루피와 트라팔가 로가 맺은 해적동맹에 의해 완전히 무너진다.

## 선장
돈키호테 도플라밍고 (통칭 '천야차(天夜叉)', '조커(Joker)', '실 인간', '영 보스')

## 최고간부
디아만테
트레볼
피카
故 돈키호테 로시난테(통칭 '코라손(Corazon)')
故 베르고(선대 코라손, 통칭 '귀죽(鬼竹)의 베르고')
성우 : 스와베 쥰이치
성우 : 임채헌(애니원),(애니박스)
신세계 해군 지부 G-5를 총괄하는 기지장. 하지만 그 실체는 조커(돈키호테 도플라밍고)의 수하이자 돈키호테 일당의 최고 간부 '코라손(Corazon)'으로서 그의 명령을 받고 해군에 입대하여 말단에서부터 중장까지 오른 실력파 엘리트이다. 육식(六式)의 달인에다 무장색 패기를 굉장히 잘 다룬다. 늘 갖고 다니는 대나무 장대에 무장색을 실어 무기로 사용하며, 이로 인해 '귀죽(鬼竹)'이라는 별명이 있다. 하지만 이런 카리스마와는 정반대로 종종 동문서답을 하는 버릇이 있다. 펑크 하자드에서 벌어지는 시저 클라운의 생체실험과 마을의 아이들이 납치되고 있는 사건의 뒤를 봐주고 있었다. 스모커와의 접전 끝에 스모커를 제압.하나 그 사이 자신의 심장을 되찾은 로에게 당하고, SAD의 폭발과 함께 죽음을 맞는다.

## 디아만테군
세뇨르 핑크(통칭 '헤엄 자유인간')
성우 : 마츠노 타이키
성우 : 이현
돈키호테 해적단의 간부로, 다이아몬드 군단 소속. 프랑키가 돈키호테 일당을 유인하기 위해 장난감 집에 홀로 쳐들어갔을 때 정식으로 등장했다. 아기 모자를 쓰고 공갈젖꼭지를 물고 다니며, 기저귀를 입고 다니는 등 변태 취향이나, 여자들이 매달릴 정도로 인기가 상당하다.(하지만 본인은 '어린것들'이 귀찮다며 상대하지 않는다.) 전투스타일은 레슬링 기술을 주로 사용하는 무투파이며, 땅 속을 물처럼 헤엄쳐 다닐 수 있는 헤엄헤엄 열매의 능력자이다.
사실 핑크에게는 '루시앙'이라는 아내가 있었는데, 해적이 싫다는 루시앙에게 자신이 은행 직원이라고 속이고 결혼했고, 아들 김렛을 얻었다. 하지만 해적 활동을 위해 집을 비운 사이 김렛은 병으로 죽었고, 루시앙도 모든 사실을 알고 집을 뛰쳐나갔다가 사고를 당해 식물인간이 되었다. 이후 핑크는 정성껏 아내를 돌보기 시작했고, 아내를 즐겁게 하기 위해 아들의 아기 모자와 옷을 입기 시작했다. 755화에서 프랑키와의 두번째 대결에선 마지막에 프랑키의 '프랑키 아이언 복싱'에 패배하며, 프랑키와 사투 끝에는 아내와의 추억을 회상하며 쓰러진다. 이후 해군들에게 체포됐으며, 현재는 임펠 다운에 수감된 상태이다. 과거 현상금:5800만 베리.
델린저(통칭 투어(鬪魚) '반 어인')
성우 : 미야타 코우키
성우 : 심규혁 / 김예림(어린 시절)
돈키호테 해적단의 간부로, 다이아몬드 군단 소속. 인간과 투어(鬪漁)의 혼혈로, 가끔씩 몸에서 상어 지느러미 비슷한 것이 돋아난다. 16년 전 갓난아기였을 때 패밀리에 거두어졌다. 외모와는 달리 핫팬츠와 여성용 힐을 착용하는 등 취향이 특이하다.(사실 이는 조라가 델린저를 여자아이처럼 키웠기 때문이다.) 패밀리 내에서는 가장 나이가 어리지만, 어린애 취급받는 것을 굉장히 싫어한다. 도플라밍고로부터 베라미를 처단하라는 명령을 받고 베라미를 반 실신상태로 만드나 바르톨로메오의 방해를 받고, 라오 G와 합류하라는 디아만테의 명령에 따라 베라미를 포기한다. 전투스타일은 하이힐의 굽을 이용한 킥 공격과 뿔을 이용한 헤딩 공격이며, 빠른 다리를 이용한 분신술과 날카롭게 변한 이빨을 이용한 물어뜯기도 사용한다. 새장 안의 전투에서 술레이만, 다가마, 이데오 등을 쓰러뜨리나, 하쿠바로 변한 캐번디시의 검에 당한다. 이후 해군들에게 체포된다. 과거 현상금:1500만 베리
라오 G(통칭 '지옹권(地翁拳)')
성우 : 고토 테츠오 / 김정호
돈키호테 해적단의 간부로, 다이아몬드 군단 소속. 나이는 70세로, 패밀리 내에서 최고령이다. 베르고와 더불어 돈키호테 해적단에서 가장 고참인 듯 하며, 2년 후, 도플라밍고가 최초로 등장했을 때, 마하 바이스와 더불어 자주 등장해준 캐릭터이다. 빠른 속도의 권법이 주특기. 'G의 각인'으로 돈 칭자오를 쓰러뜨린후, '지옹권' 궁극의 비기 '전투 보험권'으로 돈 사이에게 덤비지만, 돈 사이의 '추룡 송곳못' 발차기에 맞고 쓰러진다. 이후 해군들에게 체포된다. 과거 현상금:6100만 베리.
마하 바이스(통칭 '초체중 인간')
성우 : 쿠스미 나오미
성우 : 이승행
돈키호테 해적단의 간부로, 다이아몬드 군단 소속. 2년 후, 도플라밍고가 최초로 등장했을 때,라오 G와 더불어서 많이 등장해준 캐릭터이다. 굉장히 호전적인 성격이며 매사에 늘 자신만만해 하는 모습을 보인다. '투우 콜로세움'에서는 디아만테 다음으로 인기가 많은 듯 하다. 전투스타일은 점프한 뒤 큰 체구로 적을 깔아뭉개는 방식이며, 무게를 자유자재로 몇톤으로 조절하는 톤톤 열매 능력자이다. 이 능력으로 프랑키와 하이루딘에게 공격했다. 사용하는 듯 하다. 톤톤 열매 능력으로 콜로세움 참가자들을 차례차례 쓰러뜨리나, 지옥의 만톤으로 하이루딘을 깔아뭉개지만, 이후 거인족 하이루딘에 당한다. 이후 해군들에게 체포된다.

## 트레볼군
바이올렛
조라
성우 : 에모리 히로코
성우 : 김연아
돈키호테 패밀리의 간부로,  클로버 군단 소속이다. 라오 G와 함께 카드게임을 하면서 자주 등장해줬다. 처음 등장했을 때 "누가 인어공주냐"라고 하는 등, 자주 동문서답을 하는 버릇이 있는 듯 하다. 초인계 악마의 열매인 '아트아트 열매'의 능력자로 만물을 우스꽝스럽게 만드는 괴이한 능력을 지니고 있다. 써니호에 침입하여 나미, 쵸파, 브룩, 모모노스케를 전투불능 상태로 만드나 방심한 사이 브룩, 나미, 모모노스케에게 당한다. 754화에서는 쓰러진 간부들을 모두 모은 뒤 톤타타 공주 맨셸리의 치유치유 열매 능력으로 간부들을 부활시키려 했으나, 커브와 레오의 기습에 역으로 당하고 만다. 이후 해군들에게 체포된다.
슈거
성우 : 쿠기미야 리에
성우 : 정유정(투니버스 에피소드 오브 사보), 손선영(대원방송)
돈키호테 패밀리의 특별 간부로, 클로버 군단 소속이다. 패밀리 중에서 도플라밍고 다음으로 가장 중요시되는 인물. 어린 소녀의 외모를 가졌으나, '하비하비 열매'를 먹고 성장이 멈췄기 때문에 정확한 나이는 불명. 최고 간부 트레볼의 상시 보호를 받고 있다. 사람을 만져서 장난감으로 만드는 능력을 사용하며, 드레스로자의 모든 장난감을 만든 장본인이다. 742화에서 트레볼에게 당한 우솝에게 타타바바스코를 먹였다가 잔뜩 일그러진 우솝의 얼굴을 보고 기절해 버려, 장난감들이 원래 모습으로 돌아오게 된다. 758화에서 드레스로자 왕궁-수영장 뜰에 나타난 몽키 D. 루피와 트라팔가 로에게 복수를 하려고 둘에게 접근하지만, 견문색 패기를 발현한  갑작스런 우솝의 공격에 의해 또 기절해버린다. 이후 해군들에게 체포된다.  모네와는 친 자매 사이로 모네의 친 동생. 나이:하비하비 열매 먹고 멈춘 현재 나이 10살(실제 나이:22살)

## 피카군
베이비 5
버팔로
성우 : 타카코 야스히로
성우 : 정의한(애니원),(애니박스)
돈키호테 해적단의 간부로, 스페이드 군단 소속. 얼굴이 두꺼비를 닮은 덩치 큰 남자이다. 유난히 큰 뻐드렁니에는 돈키호테 패밀리의 졸리 로저(Jolly Roger)를 그려놓았다. 빙글빙글 열매의 능력자로, 신체 부위를 자유자재로 회전시키는 능력을 사용한다. 도플라밍고의 명령으로 베이비 5와 함께 시저를 데려가려 하나 나미, 우솝에게 당한다. 나중에는 트라팔가 로에 의해 베이비 5와 함께 목이 잘린 채로 도플라밍고에게 보내지는 굴욕을 겪는다. 퀴로스 습격의 의해 패배한다. 이후 해군들에게 체포된다. 나이는 30세로 니코 로빈, 모네, 호디 존스와 동갑.
글라디우스(통칭 '파열인간')
성우 : 치바 잇신
성우 : 손수호 (투니버스 에피소드 오브 사보), 김현욱 (대원방송)
돈키호테 패밀리의 간부로, 스페이드 군단 소속이다. 전에 도플라밍고와 베르고가 통화를 할 때, 도플라밍고를 공격하던 베이비 5에게 총을 쏴서 단번에 제압한 인물이다. 고글과 마스크에 진한 청색의 바바리를 입고 있으며,중세 유럽의 과학 기술인 '스팀펑크'를 몸에 장착하고 있다. 계획이나 시간을 어기는 사람을 굉장히 싫어한다. 또한 도플라밍고의 충성심이 워낙 강해서 도플라밍고를 배신한 코라손(돈키호테 로시난테), 바이올렛(비올라)에게 엄청 분노를 느낀다. 펑펑 열매의 능력자로, 자신의 신체와 무생물을 부풀어 터뜨리는 능력을 사용한다. 자신에게 달려오는 바르톨로메오에게 독침인 머리카락으로 '펑크 헤어'라는 기술을 써 바르톨로메오의 다리를 못 쓰게 만들고, 펑펑 열매 능력으로 자신의 몸을 거대하게 부풀리는 사이 바르톨로메오가 자신에게 커다란 배리어 볼을 쳐서 배리어 속에 갇히게 한 후 칼로 위협을 주지만, '패션 펑크'라는 기술을 써 엄청난 폭발과 함께 바르톨로메오를 날려버지만, 방심한 사이 뒤에서 날아온 바르톨로메오의 '배리배리 피스톨'에 쓰러진다. 이후 해군들에게 체포된다. 나이는 33세로 X 드레이크와 동갑. 과거 현상금:3100만 베리.

## 그 외 간부
큐인
스마일 공장의 공장장. 체구가 프랑키보다 훨씬 크며, 큰 진공청소기를 무기로 사용한다. 돈키호테 일당의 간부보다는 지위가 낮은 듯. 프랑키에게 붙잡힌 채로 세뇨르 핑크와 박치기를 했고, 이에 화를 내며 프랑키에게 덤벼들었으나 프랑키에게 키스를 당한다.
故 모네
시저 클라운
베라미 (통칭 '하이에나', '드레스로자의 흉탄' / 前 베라미 해적단 선장)
트라팔가 로